# Грант, Кэрри
Кэ́ролайн Ване́сса «Кэ́рри» Грант (англ. Caroline Vanessa «Carrie» Grant), в девичестве Грэй (англ. Gray; 17 августа 1965, Энфилд, Лондон, Англия, Великобритания) — английская певица.

## Биография
Кэролайн Ванесса Грэй (имя Грант при рождении) родилась 17 августа 1965 года в Энфилде (Лондон, Англия, Великобритания).
В 1983 году Кэрри была диагностирована с болезнью Крона.

## Карьера
Кэрри начала свою музыкальную карьеру в 1983 году, став участницей музыкальной поп-группы «Sweet Dreams». В том же году, в составе группы, Грант заняла 6-е место из 19-ти на Конкурсе песни Евровидение, где она представляла Великобританию с песней «I’m Never Giving Up» и набрала 79 очков .

## Личная жизнь
С 1989 года Кэрри замужем за музыкантом Дэвидом Грантом. У супругов есть четверо детей: дочь Оливия Грант (род. 03.12.1994), приёмный сын Нейтан Грант (род. 2001, усыновлён в возрасте 2-х лет в 2003 году) и ещё две дочери — Талия Грант (род. 2002) и Имоджен Беловд Грант (род. 10.01.2006). Все четверо детей пары имеет ограниченные возможности здоровья. Оливия имеет синдром дефицита внимания и гиперактивности и диспраксию (хроническое неврологическое расстройство). У Талии синдром Аспергера (форма аутизма) и дискалькулия (трудности в обучении арифметике). Имоджен аутична и имеет синдром дефицита внимания и гиперактивности. Нейтан страдает психологическим расстройством, нарушением привязанности, и также, как и его старшие сёстры Оливия и Талия, синдромом дефицита внимания и гиперактивности.